# Mariana Ruseva
Mariana Ruseva (in bulgaro Мариана Русева?; Veliko Tărnovo, 21 luglio 1970) è un'ex cestista bulgara.

## Carriera
Con la Bulgaria ha disputato i Campionati europei del 1993.